# San Martín (forskningsstation)
San Martín-stationen (Spanska: Base San Martín) är en argentinsk forskningsstation på Barry Island i Marguerite Bay vid Antarktiska halvön. Den grundades 1951, och är sedan 1976 en permanent station. Forskningen är inriktad på geodesi, seismologi och studier av atmosfären.